# Pringgowirawan
Pringgowirawan is een bestuurslaag in het regentschap Jember van de provincie Oost-Java, Indonesië. Pringgowirawan telt 12.982 inwoners (volkstelling 2010).